# アービング・G・タルバーグ賞
アービング・G・タルバーグ賞（Irving G. Thalberg Memorial Award）は、アカデミー賞の賞の一つ。

## 概要
1930年初頭に現在のハリウッドを牽引し、現在のアメリカにおける映画製作システムを確立しながら、1936年に若くして病没したMGMの辣腕プロデューサー、アーヴィング・タルバーグの業績を記念して、第10回（1937年度）から授与が始まった特別賞で、映画業界に顕著な証跡を挙げたプロデューサーを対象に受賞者が選考される。
MGMのルイス・メイヤーはタルバーグを高く評価し、同時に深く嫉妬していた。その彼がタルバーグを祭り上げたのは、映画会社が求めつづける憧れであると同時に、メイヤーのみならずメジャーに君臨する帝王たちの悪評に対して"聖人"を生み出す必要があったからとされる。
スティーヴン・スピルバーグ、ジョージ・ルーカス、フランシス・コッポラなど、監督兼プロデューサーの受賞が多い。
受賞者にはタルバーグの頭部を形取ったブロンズ製の彫像が贈られていたが、2024年の第15回ガバナーズ賞授賞式（第97回アカデミー賞）からは、オスカー像が授与されるようになった。

## 受賞者
- 1937年：ダリル・F・ザナック[1]
- 1938年：ハル・B・ウォリス
- 1939年：デヴィッド・O・セルズニック
- 1940年：なし
- 1941年：ウォルト・ディズニー
- 1942年：シドニー・フランクリン
- 1943年：ハル・B・ウォリス
- 1944年：ダリル・F・ザナック
- 1945年：なし
- 1946年：サミュエル・ゴールドウィン
- 1947年：なし
- 1948年：ジェリー・ウォルド
- 1949年：なし
- 1950年：ダリル・F・ザナック
- 1951年：アーサー・フリード
- 1952年：セシル・B・デミル
- 1953年：ジョージ・スティーヴンス
- 1954年：なし
- 1955年：なし
- 1956年：バディ・アドラー
- 1957年：なし
- 1958年：ジャック・L・ワーナー
- 1959年：なし（サム・ジンバリストが予定されていたが急死し、故人は受賞資格がないため）
- 1960年：なし
- 1961年：スタンリー・クレイマー
- 1962年：なし
- 1963年：サム・スピーゲル
- 1964年：なし
- 1965年：ウィリアム・ワイラー
- 1966年：ロバート・ワイズ
- 1967年：アルフレッド・ヒッチコック
- 1968年：なし
- 1969年：なし
- 1970年：イングマール・ベルイマン
- 1971年：なし
- 1972年：なし
- 1973年：ローレンス・ウェインガーテン
- 1974年：なし
- 1975年：マーヴィン・ルロイ
- 1976年：パンドロ・S・バーマン
- 1977年：ウォルター・ミリッシュ
- 1978年：なし
- 1979年：レイ・スターク
- 1980年：なし
- 1981年：アルバート・R・ブロッコリ
- 1982年：なし
- 1983年：なし
- 1984年：なし
- 1985年：なし
- 1986年：スティーヴン・スピルバーグ
- 1987年：ビリー・ワイルダー
- 1988年：なし
- 1989年：なし
- 1990年：リチャード・D・ザナック、デイヴィッド・ブラウン
- 1991年：ジョージ・ルーカス
- 1992年：なし
- 1993年：なし
- 1994年：クリント・イーストウッド
- 1995年：なし
- 1996年：ソウル・ゼインツ
- 1997年：なし
- 1998年：ノーマン・ジュイソン
- 1999年：ウォーレン・ベイティ
- 2000年：ディノ・デ・ラウレンティス
- 2001年：なし
- 2002年：なし
- 2003年：なし
- 2004年：なし
- 2005年：なし
- 2006年：なし
- 2007年：なし
- 2008年：なし
- 2009年：ジョン・キャリー（英語版）
- 2010年：フランシス・フォード・コッポラ
- 2018年：キャスリーン・ケネディ、フランク・マーシャル
- 2024年：マイケル・G・ウィルソン、バーバラ・ブロッコリ[4]